# Vicki Bernadet i Rius
Vicki Bernadet i Rius   (Sant Cugat del Vallès, 1954) és una activista catalana contra el maltractament infantil.
Va patir abusos sexuals entre els 5 i els 17 anys, per part de persones properes a l'àmbit familiar, però no va poder denunciar-los fins als 34. Llavors, va trobar que la gent del seu entorn no sabia com gestionar-ho i es va trobar sola. Va ser quan va començar a implicar-se en ajudar a aquells que havien patit violència sexual durant la infantesa. L'any 1997 va fundar l'Associació Fada, que el 2006 va ser denominada Fundació Vicki Bernadet, de la que n'és presidenta. La fundació, amb seus a Barcelona i Saragossa, a més de dur a terme una labor de prevenció i sensibilització sobre la pederàstia, ofereix auxili psicològic i jurídic a les víctimes.
L'activista també és una de les promotores de la plataforma Tolerancia 0, que des de 2022 exigeix al Parlament de Catalunya la creació d'una comissió d'investigació sobre els casos de pederàstia a l'Església Catòlica.
Vicki Bernadet va ser una de les homenatjades per l'Ajuntament de Barcelona en la campanya Ciutat de Dones, el març de 2023. Més endavant, el 2023, va ser commemorada pel Govern de Catalunya amb la Creu de Sant Jordi.